# Кудратов, Лазиз Шавкатович
Лазиз Шавкатович Кудратов (узб. Laziz Qudratov; род. 1981 г., Ташкент) — министр инвестиций, промышленности и торговли Республики Узбекистан.

## Образование
В 2002 окончил Ташкентский государственный университет востоковедения. В 2002 году стажировался в университете Хосей (Токио).

## Трудовая деятельность
2003—2010 гг. — работал на разных должностях в Министерстве внешних экономических связей, инвестиций и торговли.
2010—2014 гг. — советник по торгово-экономическим вопросам Посольства Республики Узбекистан в Соединённых Штатах Америки.
2014—2016 гг. — директор Агентства «Узинфоинвест» по информационному обеспечению и содействию иностранным инвестициям.
2017—2019 гг. — первый заместитель председателя Государственного комитета Республики Узбекистан по инвестициям.
2019—2022 гг. — первый заместитель министра инвестиций и внешней торговли Республики Узбекистан.
2022 — н. в. — министр инвестиций, промышленности и торговли Республики Узбекистан.

## Личная жизнь
Женат, имеет двоих детей.

## Награды
Награждён медалью «Содик хизматлари учун»<ref name="centrasia">.